# الفضاء اللوني سي آي إي 1931
يعد الفضاء اللوني XYZ 1931 CIE (والمعروف أيضا بالفضاء اللوني 1931 CIE) من أوائل التعريفات الرياضية للإحساس اللوني، وقد وضعته هيئة الإضاءة الدولية في عام 1931.
استمد الفضاء اللوني XYZ CIE من مجموعة تجارب قام بها دافيد رايت (W. David Wright)ا وجون جيلد (John Guild)ا في عام 1920. وقد جمعت نتائجهما التجريبية في مواصفات الفضاء اللوني RGB CIE الذي استمد منه الفضاء اللوني XYZ CIE.
تتحدث هذه المقالة عن كلا هذين الفضائين اللونيين.

## قيم الحفز الثلاثي
يوجد نوعان من الخلايا البصرية في شبكية العين البشرية. وهي الخلايا العصوية والخلايا المخروطية. تعتبر الخلايا العصوية مسؤولة عن الرؤية في ظروف الإضاءة الليلية، في حين تعتبر الخلايا المخروطية مسؤولة عن الرؤية في ظروف الإضاءة الجيدة. وتقسم الخلايا المخروطية بدورها إلى ثلاث أنواع من المستقبلات تتحسس الأطوال الموجية القصيرة (S) والمتوسطة (M) والطويلة (L). وبذلك يكون هناك ثلاث متغيرات تصف الحساسية للألوان.
وتعرف قيم الحفز اللوني بكميات الألوان الأولية الثلاثة في المركبات الثلاثة من نظام الألوان الجمعية المحتاجة لمضاهاة اللون المدروس. ويرمز لقيم الحفز الثلاثي في الفضاء اللوني 1931 CIE بـ X,Y, Z.ا
وتسمى أي طريقة خاصة لربط قيم الحفز الثلاثي مع كل لون بالفضاء اللوني. والفضاء اللوني 1931 CIE مميز لأنه يعتمد على القياسات المباشرة للإدراك البصري البشري، ويفيد كقاعدة تعرف منها الفضاءات اللونية الأخرى.

## المراقب المعياري وفق هيئة الإضاءة الدولية
إن قيم الحفز الثلاثي في الفضاء اللوني XYZ CIE ليست استجابة العين للأطوال الموجية S وM وL، وإنما هي قيم الحفز الثلاثي المسماة X وY وZ التي يمكن أن تكون تقريبا الأحمر والأخضر والأزرق. (لاحظ أن قيم X وY وZ لا ترى فيزيائيا كألوان حمراء وخضراء وزرقاء. وإنما تعتبر كمتغيرات مستمدة من الألوان الحمراء والخضراء والزرقاء).
بسبب طبيعة توزع المخاريط في شبكية العين، فإن قيم الحفز الثلاثي تعتمد على حقل الرؤية (field of view) للمراقب. ولتجاوز هذه العقبة المتغيرة عرفت هيئة الإضاءة الدولية المراقب المعياري (Standard observer). وقد اعتبرت الاستجابة اللونية لمتوسط الرؤية البشرية بحقل رؤية بزاوية 2°، بسبب الاعتقاد السائد بأن حساسية المخاريط اللونية تكمن ضمن قوس درجتان من اللطخة الصفراء (fovea) من الشبكية. ولهذا يعرف المراقب المعياري 1931 CIE باسم المراقب المعياري 2° 1931 CIE. وقد وضع المراقب المعياري 10 ° 1964 CIE بديلا عن المراقب السابق، وهو أحدث ولكنه أقل استخداما، وقد استمد من أعمال ستيل (Stiles) وبورش (Burch)ا وسبيرانسكايا (Speranskaya)ا.
يوصف المراقب المعياري بـ توابع المضاهاة اللونية الثلاث (color matching functions). واشتقاق المراقب المعياري لهيئة الإضاءة الدولية من تجارب المضاهاة اللونية موجود في الأسفل بعد وصف الفضاء اللوني RGB CIE.

### دوال المضاهاة اللونية

دوال المضاهاة اللونية للمراقب المعياري وفق هيئة الإضاءة الدولية

دوال المضاهاة اللونية هي وصف رقمي للاستجابة اللونية للمراقب المعياري (الموصف قبلا).
لقد عرفت هيئة الإضاءة الدولية مجموعة ثلاثية من دوال المضاهاة اللونية وسمّتها {\displaystyle {\overline {x}}(\lambda )}، و{\displaystyle {\overline {y}}(\lambda )}، و{\displaystyle {\overline {z}}(\lambda )} والتي يمكن اعتبارها كمنحنيات الحساسية الطيفية لمستقبلات الضوء الثلاث التي تعطي قيم الحفز الثلاثي X، وY، وZ. وتعرف القيم الرقمية المجدولة لهذه التوابع بـ المراقب المعياري CIEا.
تعطى قيم الحفز الثلاثي للون ما ذو توزيع قدرة طيفية {\displaystyle I(\lambda )\,} بدلالة المراقب المعياري بالعلاقات التالية:
{\displaystyle X=\int _{0}^{\infty }I(\lambda )\,{\overline {x}}(\lambda )\,d\lambda }
{\displaystyle Y=\int _{0}^{\infty }I(\lambda )\,{\overline {y}}(\lambda )\,d\lambda }
{\displaystyle Z=\int _{0}^{\infty }I(\lambda )\,{\overline {z}}(\lambda )\,d\lambda }
حيث {\displaystyle \lambda } هو طول موجة الضوء أحادي اللون المكافئ (مقاسا بالنانومتر).
المراقبون المعياريون الآخرون في الفضاءات اللونية الأخرى مثل الفضاء اللوني ح.خ.ز سي آي إي والفضاء اللوني ح خ ز قد عُرِّفوا بمجموعة أخرى من توابع المضاهاة اللونية مما يعطي قيم حفز ثلاثي مختلفة في هذه الفضاءات.

## المخطط اللوني سي آي إيxyوالفضاء اللوني سي آي إيxyY

المخطط اللوني للفضاء اللوني سي آي إي 1931 المحيط الخارجي للمخطط هو المحل الهندسي الطيفي (أو وحيد اللون)، مع أطوال الأمواج المبينة بالنانومتر. لاحظ أن الصورة بحد ذاتها توصف الألوان باستخدام الفضاء اللوني المعياري ح خ ز (ح.خ.ز.م)، والألوان خارج السلسلة اللونية لـ ح.خ.ز.م لا يمكن تمثيلها تمثيلا دقيقا. ووفقا للفضاء اللوني ومعايرة جهاز العرض عندك، قد لا تظهر الألوان في ح خ ز م على نحو دقيق أيضا. يظهر هذا المخطط الألوان بأعظم إشباع وسطوع يمكن أن تظهرها شاشة الحاسوب أو جهاز الرائي.

المخطط اللوني في الفضاء اللوني سي آي إي 1931 مصيّر باعتبار أن الألوان ذات الإشباع والقيمة الأقل من تلك التي تظهر في المخطط أعلاه يمكن أن تولد بالخضب، مثل تلك المستخدمة في الطباعة. أسماء الألوان مستمدة من نظام الألوان مونسل.

لما كانت العين البشرية ذات ثلاث أنواع من حساسات اللون التي تستجيب للمجالات المختلفة من الأطوال الموجية، فإن الرسم التخطيطي الكامل لجميع الألوان المرئية هو رسم ثلاثي الأبعاد. ومع ذلك، يمكن تقسيم مفهوم اللون إلى جزئين: السطوع اللونية. مثلا، اللون الأبيض هو لون ساطع، في حين يعد اللون الرمادي هو نسخة أقل سطوعا من ذلك اللون الأبيض. وبكلمات أخرى، لونية اللون الأبيض والرمادي هي واحدة على حين أن سطوعهما مختلف.
صمم الفضاء اللوني سي آي إي XYZ بحيث يكون المتغير Y هو قياس لسطوع اللون. تحدد لونية اللون بمتغيرين مشتقين x وy، وهما قيمتان من القيم الثلاث المسوّاة والتي هي دوال قيم الحفز الثلاثي X، وY، وZ:
{\displaystyle x={\frac {X}{X+Y+Z}}}
{\displaystyle y={\frac {Y}{X+Y+Z}}}
{\displaystyle z={\frac {Z}{X+Y+Z}}=1-x-y}
يعرف الفضاء اللوني المعرف بالمتغيرات x، وy، وY بالفضاء اللوني سي آي إي (بالإنجليزية: CIE xyY color space)‏ ويستخدم استخداما واسعا لتحديد الألوان في النواحي العملية.
يمكن حساب قيم الحفز الثلاثي X وZ من قيم اللونية x وy وقيمة الحفز الثلاثي Y:
{\displaystyle X={\frac {Y}{y}}x}
{\displaystyle Z={\frac {Y}{y}}(1-x-y)}
يظهر الشكل على اليمين المخطط اللوني ذا الصلة. المنحني الخارجي هو "المحل الهندسي الطيفي"، مع الأطوال الموجية مبينة بالنانومتر. لاحظ أن المخطط اللوني هو أداة تحدد كيف ستشاهد العين البشرية الضوء ذا الطيف المرئي المحدد. لا يمكن لهذا المخطط اللوني تحديد ألوان الأجسام (أو أحبار الطباعة)، لأن اللونية المشاهدة عند النظر إلى جسم ما تعتمد على المنبع الضوئي أيضا.
رياضيا، x وy هي إحداثيات إسقاطية والألوان في المخطط اللوني تحتل منطقة من مستوى الإسقاط الحقيقي.
يوضح المخطط اللوني عددًا من الخصائص المثيرة للاهتمام للفضاء اللوني اللوني سي آي إي XYZ:
- يظهر المخطط جميع اللونيات المرئية للشخص العادي. تظهر هذه اللونيات بالألوان وهذه المنطقة تسمى السلسلة اللونية للرؤية البشرية. السلسلة اللونية لجميع اللونيات المرئية في مخطط سي آي إي هي ذات شكل حدوة الفرس. وتسمى الحافة المنحنية لهذه السلسلة اللونية بالمحل الهندسي الطيفي (spectral locus) للضوء أحادي اللون، بالأطوال الموجية بالنانومتر. يسمى الخط المستقيم في الجزء السفلي من السلسلة اللونية بخط  الألوان القرمزية [الإنجليزية]. هذه الألوان، مع أنها على حدود السلسلة اللونية، ليس لها نظير في الضوء أحادي اللون. تقع الألوان الأقل إشباعا داخل المخطط اللوني مع اللون الأبيض في المركز.
- وتعد جميع اللونيات المرئية تتوافق مع القيم غير السلبية x، وy، وz (والقيم غير السلبية لـ X، وY، وZ).
- إذا اختارنا أي نقطتين (النقطة تمثل لونا) على المخطط اللوني، فإن جميع الألوان الواقعة على هذا الخط بين النقطتين يمكن تكوينها بمزج هذين اللونين. ويؤدي ذلك إلى أن السلسلة اللونية محدبة الشكل. وبذلك جميع الألوان التي يمكن تشكيلها بمزج ثلاثة منابع تقع ضمن مثلث رؤوسه تلك المنابع، وكذلك الأمر لعدة منابع أيضا.
- المزيج المتساوي من لونين ذوي سطوع متساوي لن يقع بالضرورة في وسط القطعة المستقيمة الواصلة بينهما. وعموما، المسافة على المخطط اللوني xy لا تتوافق مع درجة الفرق بين اللونين. في بداية الأربعينيات من القرن التاسع عشر، درس دافيد ماك آدم [الإنجليزية] طبيعة الحساسية البصرية للفروق اللونية [الإنجليزية]، ولخص نتائجه في قطع ناقص ماك آدم [الإنجليزية]. وقد طور بناءً على دراسة ماك آدم الفضاء اللوني سي آي إي 1960 [الإنجليزية]، والفضاء اللوني سي آي إي 1964 [الإنجليزية]، والفضاء اللوني سي آي إي LUV [الإنجليزية]، بهدف الوصول إلى انتظام الإحساس اللوني (أي يكون هناك مسافة مساوية في الفضاء اللوني تتوافق مع الفروق اللونية). ومع التحسن الملحوظ في هذه الفضاءات بالنسبة للنظام 1931 سي آي إي، إلا أنهم لم يخلو من التشوهات تماما.
- ويمكن ملاحظة أنه بوجود ثلاث منابع حقيقة للضوء، فإن لا يمكن لهذه المنابع أن تغطي كامل السلسلة اللونية للرؤية البشرية. ولا يمكن هندسيا إيجاد ثلاث نقاط تشكل مثلثا يغطي كامل السلسلة اللونية، أو بكلام آخر، السلسلة اللونية للرؤية البشرية ليست مثلثية الشكل.
- الضوء ذو القدرة الطيفية المسطحة بالنسبة لطول الموجة (قدرة متساوية في فاصل 1 نانومتر) تتفق مع النقطة (x,y) = (1/3,1/3)

## اقرأ أيضاً
- نقطة بيضاء